# XRCC4
Protein popravke DNK XRCC4 je kod ljudi kodiran  genom.

## Interakcije
formira interakcije sa LIG4 i  protein.

## Literatura
- Lieber MR (1999). „The biochemistry and biological significance of nonhomologous DNA end joining: an essential repair process in multicellular eukaryotes.”. Genes Cells. 4 (2): 77—85. PMID 10320474. doi:10.1046/j.1365-2443.1999.00245.x.
- Li Z; Otevrel T; Gao Y;  . (1996). „The XRCC4 gene encodes a novel protein involved in DNA double-strand break repair and V(D)J recombination.”. Cell. 83 (7): 1079—89. PMID 8548796. doi:10.1016/0092-8674(95)90135-3.
- Grawunder U; Wilm M; Wu X;  . (1997). „Activity of DNA ligase IV stimulated by complex formation with XRCC4 protein in mammalian cells.”. Nature. 388 (6641): 492—5. PMID 9242410. doi:10.1038/41358.
- Critchlow SE, Bowater RP, Jackson SP (1997). „Mammalian DNA double-strand break repair protein XRCC4 interacts with DNA ligase IV.”. Curr. Biol. 7 (8): 588—98. PMID 9259561. doi:10.1016/S0960-9822(06)00258-2.
- Mizuta R, Cheng HL, Gao Y, Alt FW (1998). „Molecular genetic characterization of XRCC4 function.”. Int. Immunol. 9 (10): 1607—13. PMID 9352367. doi:10.1093/intimm/9.10.1607.
- Leber R, Wise TW, Mizuta R, Meek K (1998). „The XRCC4 gene product is a target for and interacts with the DNA-dependent protein kinase.”. J. Biol. Chem. 273 (3): 1794—801. PMID 9430729. doi:10.1074/jbc.273.3.1794.
- Gao Y; Sun Y; Frank KM;  . (1999). „A critical role for DNA end-joining proteins in both lymphogenesis and neurogenesis.”. Cell. 95 (7): 891—902. PMID 9875844. doi:10.1016/S0092-8674(00)81714-6.
- Modesti M, Hesse JE, Gellert M (1999). „DNA binding of Xrcc4 protein is associated with V(D)J recombination but not with stimulation of DNA ligase IV activity.”. EMBO J. 18 (7): 2008—18. PMC 1171285 . PMID 10202163. doi:10.1093/emboj/18.7.2008.
- Nick McElhinny SA, Snowden CM, McCarville J, Ramsden DA (2000). „Ku recruits the XRCC4-ligase IV complex to DNA ends.”. Mol. Cell. Biol. 20 (9): 2996—3003. PMC 85565 . PMID 10757784. doi:10.1128/MCB.20.9.2996-3003.2000.
- Gao Y; Ferguson DO; Xie W;  . (2000). „Interplay of p53 and DNA-repair protein XRCC4 in tumorigenesis, genomic stability and development.”. Nature. 404 (6780): 897—900. PMID 10786799. doi:10.1038/35009138.
- Chen L, Trujillo K, Sung P, Tomkinson AE (2000). „Interactions of the DNA ligase IV-XRCC4 complex with DNA ends and the DNA-dependent protein kinase.”. J. Biol. Chem. 275 (34): 26196—205. PMID 10854421. doi:10.1074/jbc.M000491200.
- Lee KJ, Huang J, Takeda Y, Dynan WS (2000). „DNA ligase IV and XRCC4 form a stable mixed tetramer that functions synergistically with other repair factors in a cell-free end-joining system.”. J. Biol. Chem. 275 (44): 34787—96. PMID 10945980. doi:10.1074/jbc.M004011200.
- Ford BN; Ruttan CC; Kyle VL;  . (2000). „Identification of single nucleotide polymorphisms in human DNA repair genes.”. Carcinogenesis. 21 (11): 1977—81. PMID 11062157. doi:10.1093/carcin/21.11.1977.
- Sibanda BL; Critchlow SE; Begun J;  . (2002). „Crystal structure of an Xrcc4-DNA ligase IV complex.”. Nat. Struct. Biol. 8 (12): 1015—9. PMID 11702069. doi:10.1038/nsb725.
- Lee KJ; Dong X; Wang J;  . (2002). „Identification of human autoantibodies to the DNA ligase IV/XRCC4 complex and mapping of an autoimmune epitope to a potential regulatory region.”. J. Immunol. 169 (6): 3413—21. PMID 12218164.
- Strausberg RL; Feingold EA; Grouse LH;  . (2003). „Generation and initial analysis of more than 15,000 full-length human and mouse cDNA sequences.”. Proc. Natl. Acad. Sci. U.S.A. 99 (26): 16899—903. PMC 139241 . PMID 12477932. doi:10.1073/pnas.242603899.
- Hsu HL, Yannone SM, Chen DJ (2003). „Defining interactions between DNA-PK and ligase IV/XRCC4.”. DNA Repair (Amst.). 1 (3): 225—35. PMID 12509254. doi:10.1016/S1568-7864(01)00018-0.

## Spoljašnje veze
- XRCC4+protein,+human на 